# Acanthermia latris
Acanthermia latris là một loài bướm đêm trong họ Noctuidae.